# Наревка
Наревка (пол. Narewka) — село в Польщі, у гміні Наровка Гайнівського повіту Підляського воєводства.
Населення — 935 осіб (2011).
У 1975-1998 роках село належало до Білостоцького воєводства.

## Демографія
Демографічна структура станом на 31 березня 2011 року:
|          | Загалом | Допрацездатний вік | Працездатний вік | Постпрацездатний вік |
| -------- | ------- | ------------------ | ---------------- | -------------------- |
| Чоловіки | 453     | 99                 | 314              | 40                   |
| Жінки    | 482     | 73                 | 303              | 106                  |
| Разом    | 935     | 172                | 617              | 146                  |